# فرودگاه هلیروز اسکای رنچ
فرودگاه هلیروز اسکای رنچ (به انگلیسی: Holiday Sky Ranch Airport) یک فرودگاه خصوصی است که یک باند فرود چمن دارد و طول باند آن ۶۷۸ متر است. این فرودگاه در شهر سوترلین، اورگن کشور ایالات متحده آمریکا قرار دارد و در ارتفاع ۱۵۵ متری از سطح دریا واقع شده‌است.